# Dorstenia involuta
Dorstenia involuta är en mullbärsväxtart som beskrevs av M.E.E. Hijman och C.C.Berg. Dorstenia involuta ingår i släktet Dorstenia och familjen mullbärsväxter. Inga underarter finns listade i Catalogue of Life.